# Lagardère
Lagardère (gaskognisch: La Güardèra) ist eine französische Gemeinde mit 78 Einwohnern (Stand 1. Januar 2022) im Département Gers in der Region Okzitanien (bis 2015 Midi-Pyrénées); sie gehört zum Arrondissement Condom und zum Gemeindeverband La Ténarèze. Die Bewohner nennen sich Lagarderois/Lagarderoises.

## Geografie
Lagardère liegt rund 14 Kilometer südwestlich von Condom und 30 Kilometer nordwestlich von Auch im Norden des Départements Gers. Die Gemeinde besteht aus Weilern, zahlreichen Streusiedlungen und Einzelgehöften. Nachbargemeinden sind Valence-sur-Baïse im Norden und Nordosten, Beaucaire im Osten, Bezolles im Südosten, Roques im Südwesten und Westen sowie Gondrin im Nordwesten.

## Geschichte
Die Grafen von Armagnac übergaben die Verwaltung im Mittelalter der Abtei von Condom. Diese erbaute um 1270 ein Schloss, von dem heute noch eine Ruine steht. Vor 1789 gehörte die Gemeinde zur Grafschaft Vic-Fezensac innerhalb der Gascogne. Lagardère gehörte von 1793 bis 1801 zum District Condom. Seit 1801 ist die Gemeinde dem Arrondissement Condom zugeteilt. Lagardère gehörte von 1793 bis 2015 zum Wahlkreis (Kanton) Valence-sur-Baïse.

## Bevölkerungsentwicklung
Die Gemeinde zeigt eine für französische Landgemeinden typische Entwicklung mit einem starken Bevölkerungsverlust seit dem frühen 19. Jahrhundert. Zwischen 1793 und 1841 wuchs die Bevölkerung stark. Danach folgte bis 1911 eine Zeit von starken Bevölkerungsschwankungen mit mehreren Abwanderungswellen und Wachstumsphasen. Zwischen 1921 und 1962 veränderte sich die Einwohnerzahl nur unerheblich. Im Jahr 1999 erreichte die Bevölkerungszahl ihren historischen Tiefpunkt (1841–1999: −79 Prozent). Seither wächst sie wieder.
| Jahr                       | 1962 | 1968 | 1975 | 1982 | 1990 | 1999 | 2006 | 2011 | 2020 |
| Einwohner                  | 104  | 81   | 81   | 75   | 58   | 55   | 67   | 70   | 77   |
| Quellen: Cassini und INSEE |      |      |      |      |      |      |      |      |      |

## Sehenswürdigkeiten
- Ruine von Schloss Lagardère aus dem 13. Jahrhundert; Monument historique seit 1922[1]
- Kirche Saint-Laurent
- Denkmal für die Gefallenen[2]

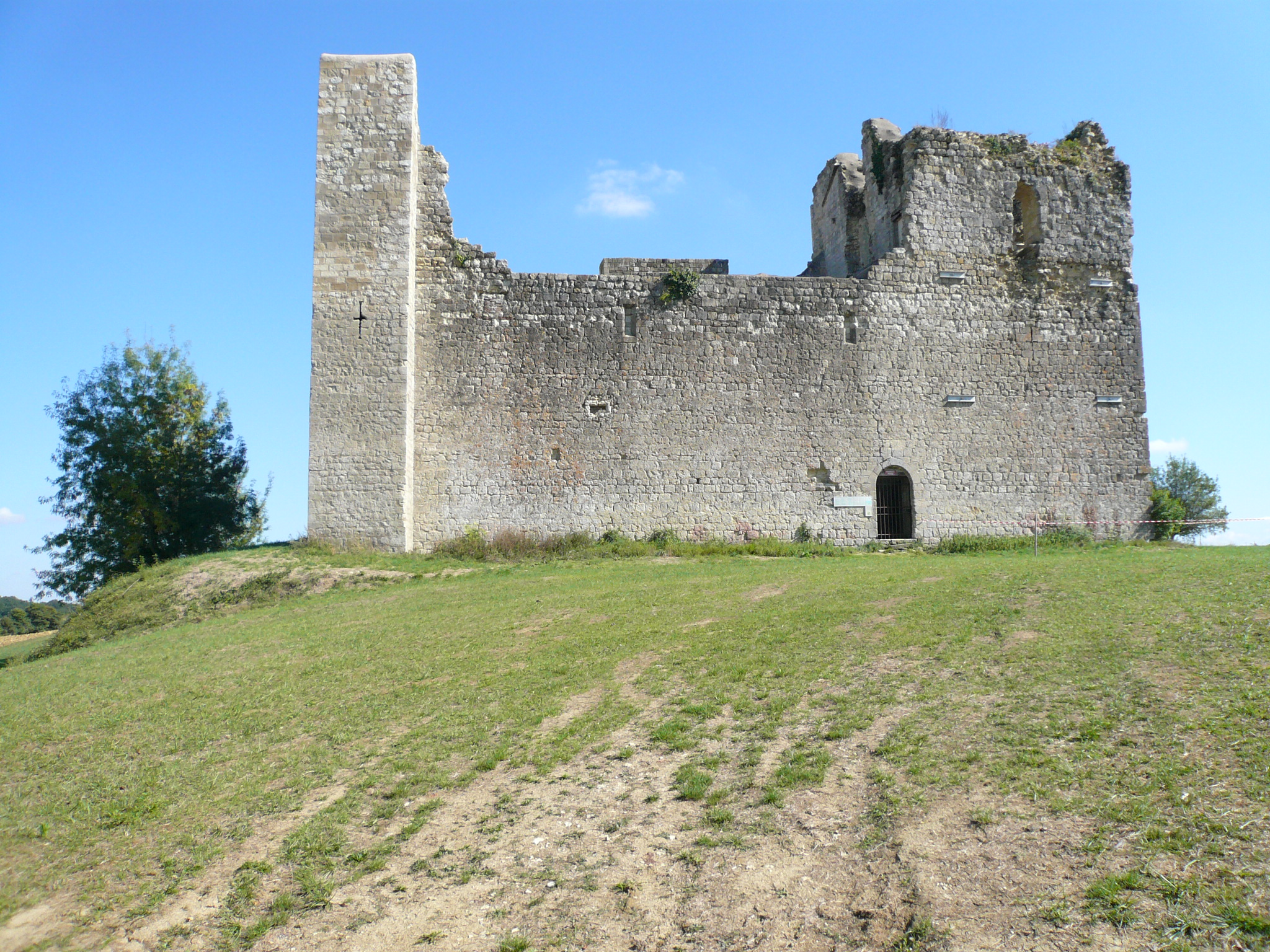
Schlossruine
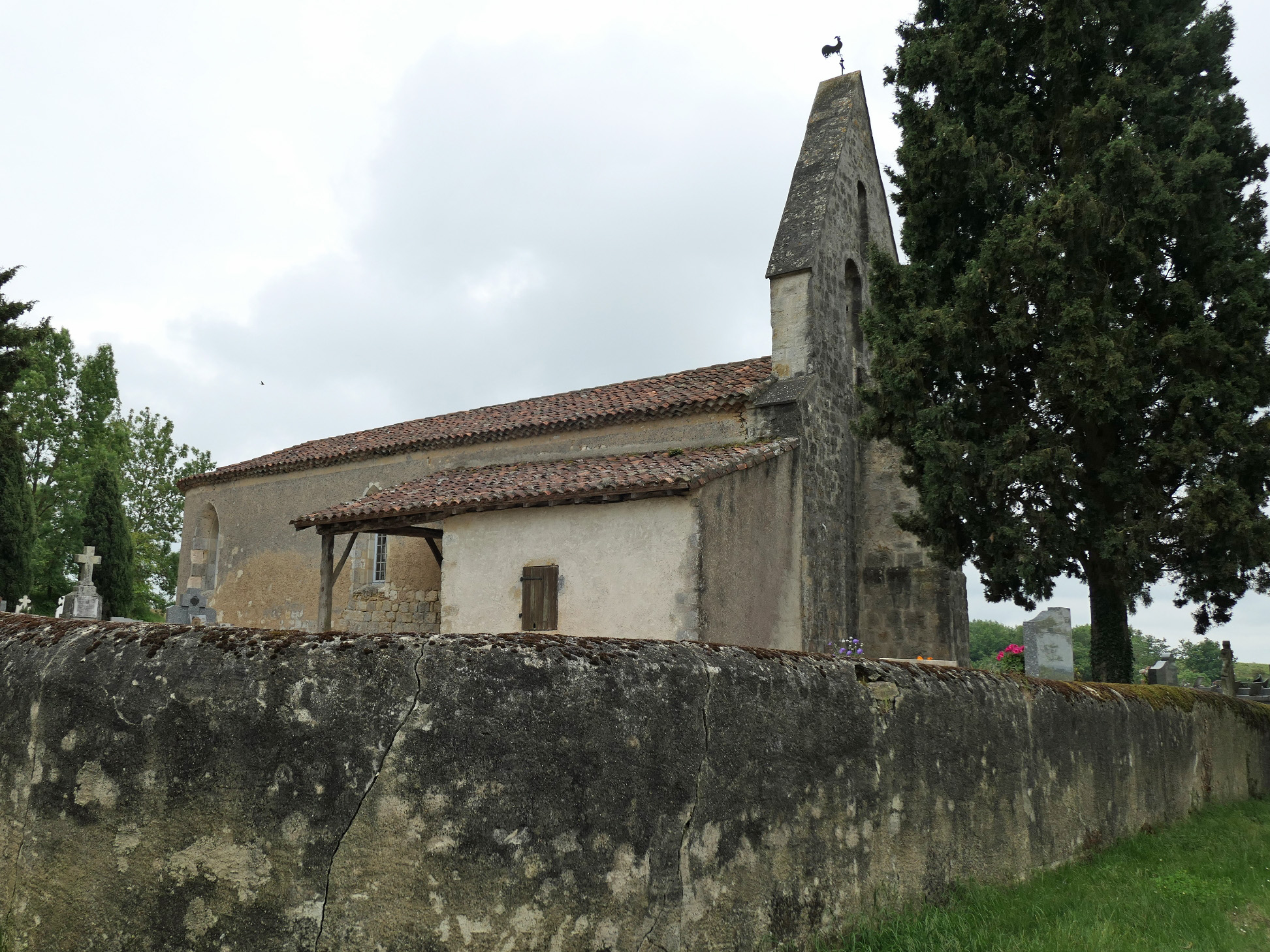
Kirche Saint-Laurent